# クズリ念
「クズリ念」（くずりねん、英語: KUZURI）は、ずっと真夜中でいいのに。の楽曲。2024年10月23日にユニバーサルミュージックより、各種音楽配信サービスにてリリースされた。

## 概要
2024年10月23日に発売されたミニアルバム『虚仮の一念海馬に託す』に収録されている。

## ミュージックビデオ
クズリ念のミュージックビデオは秒針を噛むなどのミュージックを手掛けたWabokuが制作し、2024年10月23日にミュージックビデオがYouTubeに投稿された。
ミュージックビデオについて、Billboard JAPANはWabokuが過去に手掛けた「秒針を噛む」や「脳裏上のクラッカー」のミュージックビデオを彷彿とさせるキャラクターや時計が登場し、ずっと真夜中でいいのに。の活動初期を思い起こさせるような内容となっていると述べている。

### 主な登場キャラクター
- ニラちゃん[注 1][8]
- ムゲン[9]
- ウョンシー[9]

## 収録アルバム
- 『虚仮の一念海馬に託す』(#3)[4]

## 収録内容
| #         | タイトル     | 作詞・作曲 | 編曲                                | 時間 |
| --------- | ------------ | ---------- | ----------------------------------- | ---- |
| 1.        | 「クズリ念」 | ACAね      | 100回嘔吐、ずっと真夜中でいいのに。 | 3:55 |
| 合計時間: | 合計時間:    | 合計時間:  | 合計時間:                           | 3:55 |

## 参加ミュージシャン
- Vocals - ACAね[1]
- Drums -  神谷洵平[1]
- Bass - 安達貴史[1]
- Guitar - 菰口雄矢[1]
- Mixing Engineer - 眞武亨[1]
- Mastering Engineer - 吉良武男[1]
- Recording Engineer - 眞武亨[1]